# Warszawa (Feliksówka)
Warszawa – część wsi Feliksówka w Polsce położona w województwie lubelskim, w powiecie zamojskim, w gminie Adamów.
W latach 1975–1998 Warszawa administracyjnie należała do województwa zamojskiego.